# 魯季基夫
50°20′48″N 33°51′47″E / 50.34667°N 33.86306°E
魯季基夫（烏克蘭語：Рудиків），是烏克蘭中部的村莊，隸屬波爾塔瓦州的米爾霍羅德區。該村距離基布利齊克和奧里哈諾韋0.5公里，始建於1870年，面積0.82平方公里，海拔高度154米，2001年人口71。